# Polska Liga Siatkówki (2007/2008)
Polska Liga Siatkówki 2007/2008 − 72. sezon siatkarskich mistrzostw Polski (8. sezon jako liga profesjonalna) organizowany przez Profesjonalną Ligę Piłki Siatkowej.
W fazie zasadniczej 10 zespołów rozegrało mecze system każdy z każdym (mecz i rewanż). Do fazy play-off przeszło 8 najlepszych drużyn, gdzie rywalizowały one systemem drabinkowym (ćwierćfinały, półfinały, mecz o 3. miejsce i finał do trzech zwycięstw). Drużyny z dwóch ostatnich miejsc po fazie zasadniczej rywalizowały o utrzymanie grając do 4 zwycięstw, po których przegrany spadał bezpośrednio, a wygrany tej pary walczył z drugą drużyną z I ligi.

## Drużyny uczestniczące
| | Polska Liga Siatkówki 2007/2008                     |   |     |
| --- | --------------------------------------------------- | - | --- |
| BEŁ | PGE Skra Bełchatów                                  | 1 | LM  |
| JAS | Jastrzębski Węgiel                                  | 2 | LM  |
| OLS | Mlekpol AZS Olsztyn                                 | 3 | CEV |
| CZE | Wkręt-met Domex AZS Częstochowa                     | 4 | CEV |
| RZE | Asseco Resovia Rzeszów                              | 5 | Ch  |
| KED | ZAKSA Kędzierzyn-Koźle                              | 6 |     |
| RAD | Jadar Sport Radom                                   | 7 |     |
| WAR | J.W. Construction OSRAM AZS Politechnika Warszawska | 8 |     |
| BYD | Delecta Bydgoszcz                                   | 9 |     |
| | Awans z I ligi                                      |   |     |
| SOS | Płomień Sosnowiec                                   | 1 |     |
| Oznaczenia: - kolumna pierwsza – skróty nazw drużyn wpisane na mapie (jeśli ta została zamieszczona), - kolumna trzecia – miejsce zajęte przez daną drużynę w poprzednim sezonie. |                                                     |   |     |

Uwagi:
- Klub J.W. Construction OSRAM AZS Politechnika Warszawska do 12 marca 2008 roku występował pod nazwą J.W. Construction AZS Politechnika Warszawska.

## Faza zasadnicza

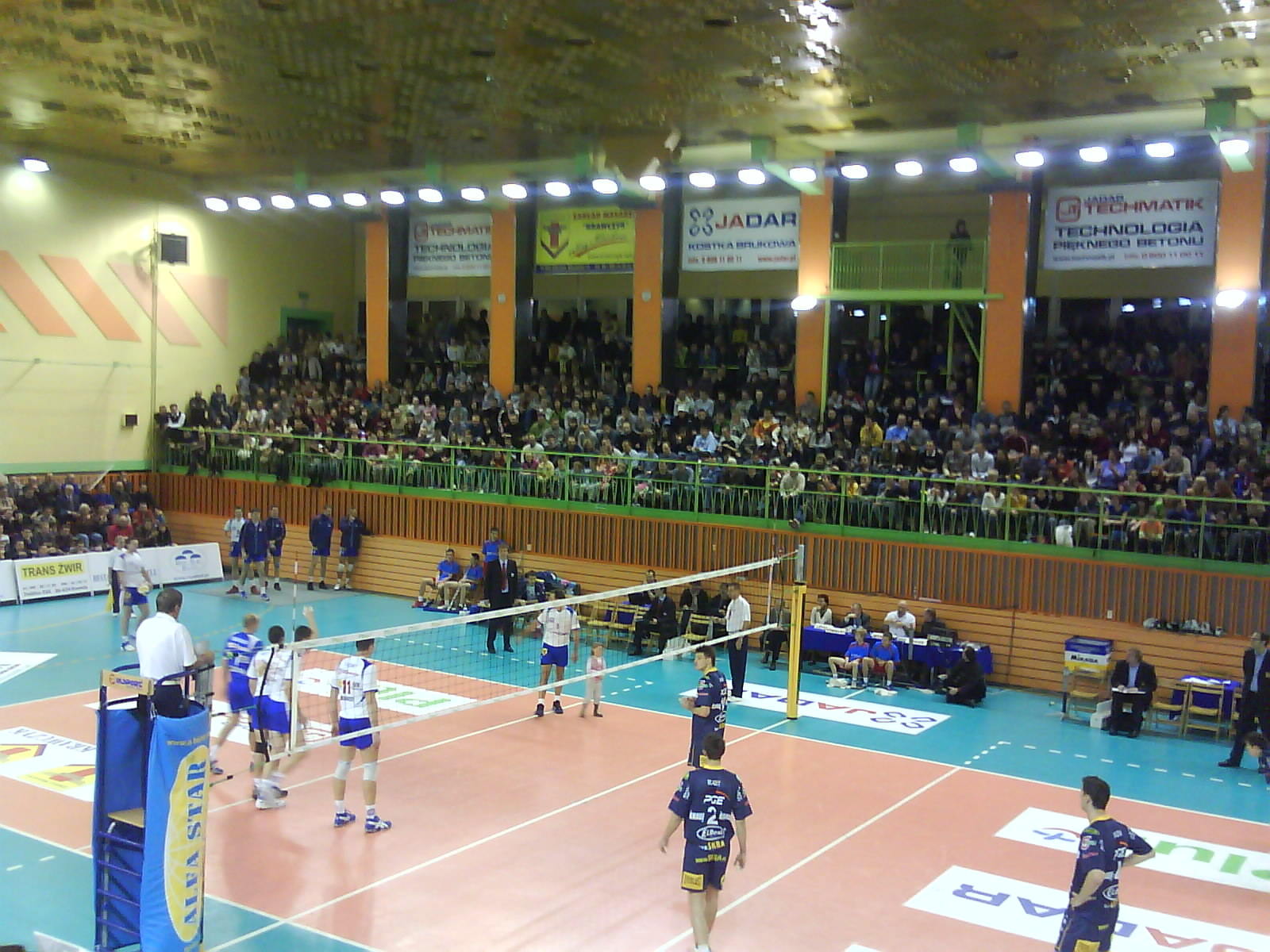
Mecz ligowy 7 kolejki Jadar Sport Radom - PGE Skra Bełchatów, 07.11.2007

### Tabela wyników
| Gospodarz \ Gość1                             | BEŁ | JAS | OLS | CZE | RZE | KED | RAD | WAR | BYD | SOS |
| PGE Skra Bełchatów                            |     | 3:0 | 3:2 | 3:0 | 3:0 | 3:0 | 3:1 | 3:0 | 3:0 |     |
| Jastrzębski Węgiel                            | 3:2 |     | 2:3 | 1:3 | 3:2 | 3:0 | 3:0 | 3:1 | 3:0 | 3:0 |
| Mlekpol AZS Olsztyn                           | 2:3 | 1:3 |     | 0:3 | 1:3 | 3:2 | 1:3 | 3:0 | 3:0 | 3:2 |
| Wkręt-met Domex AZS Częstochowa               | 1:3 | 3:1 | 0:3 |     | 3:0 | 3:0 | 3:2 | 3:0 | 2:3 | 3:0 |
| Asseco Resovia Rzeszów                        | 0:3 | 0:3 | 3:1 | 1:3 |     | 3:0 | 3:2 | 3:1 | 3:2 | 3:1 |
| ZAKSA Kędzierzyn-Koźle                        | 1:3 | 3:2 | 0:3 | 3:1 | 3:1 |     | 3:1 | 3:1 | 3:1 | 3:2 |
| Jadar Sport Radom                             | 3:2 | 0:3 | 0:3 | 0:3 | 1:3 | 1:3 |     | 3:0 | 2:3 | 3:0 |
| J.W. Construction AZS Politechnika Warszawska | 1:3 | 1:3 | 0:3 | 0:3 | 3:0 | 2:3 | 3:2 |     | 3:0 | 2:3 |
| Delecta Bydgoszcz                             | 1:3 | 2:3 | 0:3 | 1:3 | 0:3 | 3:0 | 1:3 | 0:3 |     | 3:1 |
| Płomień Sosnowiec                             | 0:3 | 2:3 | 0:3 | 0:3 | 2:3 | 1:3 | 3:1 | 3:1 | 3:0 |     |

Źródło: PlusLiga (pol.)
1 Drużyna gospodarzy jest wymieniona po lewej stronie tabeli.
Kolory:
  zwycięstwo gospodarzy 3:0 lub 3:1
  zwycięstwo gospodarzy 3:2
  zwycięstwo gości 3:0 lub 3:1
  zwycięstwo gości 3:2

### Terminarz i wyniki spotkań
| Data        | Godz. | Gospodarz                                     | Rezultat                                | Gość                                          | Widzów |
| ----------- | ----- | --------------------------------------------- | --------------------------------------- | --------------------------------------------- | ------ |
| 1. KOLEJKA  |       |                                               |                                         |                                               |        |
| 30.09.2007  | 15:00 | Płomień Sosnowiec                             | 0:3 (16:25, 27:29, 22:25)               | PGE Skra Bełchatów                            | 1300   |
| 01.10.2007  | 18:30 | Delecta Bydgoszcz                             | 2:3 (25:21, 25:23, 20:25, 12:25, 12:15) | Jastrzębski Węgiel                            | 2500   |
| 29.09.2007  | 17:00 | Mlekpol AZS Olsztyn                           | 3:0 (25:19, 25:20, 25:17)               | J.W. Construction AZS Politechnika Warszawska | 2100   |
| 28.09.2007  | 18:30 | Wkręt-met Domex AZS Częstochowa               | 3:2 (25:23, 21:25, 30:32, 26:24, 15:13) | Jadar Sport Radom                             | 1600   |
| 29.09.2007  | 15:00 | Asseco Resovia Rzeszów                        | 3:0 (25:21, 25:23, 25:21)               | ZAKSA Kędzierzyn-Koźle                        | 3500   |
| 2. KOLEJKA  |       |                                               |                                         |                                               |        |
| 08.10.2007  | 18:30 | Płomień Sosnowiec                             | 1:3 (23:25, 25:16, 23:25, 20:25)        | ZAKSA Kędzierzyn-Koźle                        | 1200   |
| 07.10.2007  | 15:00 | Jadar Sport Radom                             | 1:3 (23:25, 25:16, 20:25, 19:25)        | Asseco Resovia Rzeszów                        | 1600   |
| 05.10.2007  | 18:30 | J.W. Construction AZS Politechnika Warszawska | 0:3 (14:25, 19:25, 17:25)               | Wkręt-met Domex AZS Częstochowa               | 950    |
| 05.10.2007  | 18:00 | Delecta Bydgoszcz                             | 0:3 (19:25, 20:25, 13:25)               | Mlekpol AZS Olsztyn                           | 3000   |
| 06.10.2007  | 15:00 | PGE Skra Bełchatów                            | 3:0 (25:23, 25:23, 25:23)               | Jastrzębski Węgiel                            | 3000   |
| 3. KOLEJKA  |       |                                               |                                         |                                               |        |
| 13.10.2007  | 17:00 | Jastrzębski Węgiel                            | 3:0 (25:17, 25:22, 25:18)               | Płomień Sosnowiec                             | 500    |
| 14.10.2007  | 15:00 | Mlekpol AZS Olsztyn                           | 2:3 (25:10, 21:25, 21:25, 25:20, 10:15) | PGE Skra Bełchatów                            | 3000   |
| 13.10.2007  | 15:00 | Wkręt-met Domex AZS Częstochowa               | 2:3 (23:25, 25:18, 13:25, 25:19, 9:15)  | Delecta Bydgoszcz                             | 1200   |
| 12.10.2007  | 18:30 | Asseco Resovia Rzeszów                        | 3:1 (20:25, 25:21, 25:21, 25:22)        | J.W. Construction AZS Politechnika Warszawska | 3500   |
| 13.10.2007  | 17:00 | ZAKSA Kędzierzyn-Koźle                        | 3:1 (25:22, 25:18, 18:25, 28:26)        | Jadar Sport Radom                             | 1500   |
| 4. KOLEJKA  |       |                                               |                                         |                                               |        |
| 21.10.2007  | 15:00 | Płomień Sosnowiec                             | 3:1 (25:23, 23:25, 25:18, 25:20)        | Jadar Sport Radom                             | 1000   |
| 19.10.2007  | 18:30 | J.W. Construction AZS Politechnika Warszawska | 2:3 (21:25, 25:22, 25:23, 20:25, 12:15) | ZAKSA Kędzierzyn-Koźle                        | 1400   |
| 18.10.2007  | 18:00 | Asseco Resovia Rzeszów                        | 3:2 (25:23, 22:25, 25:27, 25:19, 15:13) | Delecta Bydgoszcz                             | 3300   |
| 09.10.2007  | 20:00 | PGE Skra Bełchatów                            | 3:2 (19:25, 25:18, 25:19, 23:25, 15:10) | Wkręt-met Domex AZS Częstochowa               | 2000   |
| 10.10.2007  | 20:00 | Jastrzębski Węgiel                            | 2:3 (25:17, 15:25, 21:25, 25:22, 15:17) | Mlekpol AZS Olsztyn                           | 900    |
| 5. KOLEJKA  |       |                                               |                                         |                                               |        |
| 24.10.2007  | 18:00 | Mlekpol AZS Olsztyn                           | 3:2 (21:25, 23:25, 25:19, 25:20, 15:8)  | Płomień Sosnowiec                             | 1200   |
| 30.10.2007  | 20:00 | Wkręt-met Domex AZS Częstochowa               | 3:1 (20:25, 25:17, 28:26, 25:22)        | Jastrzębski Węgiel                            | 2200   |
| 31.10.2007  | 18:00 | Asseco Resovia Rzeszów                        | 0:3 (20:25, 24:26, 24:26)               | PGE Skra Bełchatów                            | 4500   |
| 28.10.2007  | 15:00 | ZAKSA Kędzierzyn-Koźle                        | 3:1 (25:12, 31:33, 25:22, 25:20)        | Delecta Bydgoszcz                             | 1800   |
| 26.10.2007  | 18:30 | Jadar Sport Radom                             | 3:0 (25:19, 25:22, 25:20)               | J.W. Construction AZS Politechnika Warszawska | 650    |
| 6. KOLEJKA  |       |                                               |                                         |                                               |        |
| 03.11.2007  | 17:00 | Płomień Sosnowiec                             | 3:1 (25:16, 21:25, 25:22, 25:17)        | J.W. Construction AZS Politechnika Warszawska | 1200   |
| 05.11.2007  | 18:30 | Delecta Bydgoszcz                             | 1:3 (26:24, 13:25, 18:25, 21:25)        | Jadar Sport Radom                             | 3200   |
| 04.11.2007  | 15:00 | PGE Skra Bełchatów                            | 3:0 (25:21, 25:20, 25:23)               | ZAKSA Kędzierzyn-Koźle                        | 3000   |
| 03.11.2007  | 15:00 | Jastrzębski Węgiel                            | 3:2 (25:23, 24:26, 25:27, 25:18, 15:8)  | Asseco Resovia Rzeszów                        | 900    |
| 02.11.2007  | 18:30 | Mlekpol AZS Olsztyn                           | 0:3 (23:25, 15:25, 20:25)               | Wkręt-met Domex AZS Częstochowa               | 2500   |
| 7. KOLEJKA  |       |                                               |                                         |                                               |        |
| 07.11.2007  | 20:00 | Wkręt-met Domex AZS Częstochowa               | 3:0 (25:19, 30:28, 25:14)               | Płomień Sosnowiec                             | 1600   |
| 05.12.2007  | 20:15 | Asseco Resovia Rzeszów                        | 3:1 (17:25, 25:22, 25:19, 25:17)        | Mlekpol AZS Olsztyn                           | 5000   |
| 07.11.2007  | 18:00 | ZAKSA Kędzierzyn-Koźle                        | 3:2 (20:25, 25:18, 25:23, 22:25, 18:16) | Jastrzębski Węgiel                            | 1800   |
| 07.11.2007  | 18:00 | Jadar Sport Radom                             | 3:2 (21:25, 22:25, 25:20, 25:16, 16:14) | PGE Skra Bełchatów                            | 1400   |
| 07.11.2007  | 18:30 | J.W. Construction AZS Politechnika Warszawska | 3:0 (25:17, 25:23, 25:19)               | Delecta Bydgoszcz                             | 650    |
| 8. KOLEJKA  |       |                                               |                                         |                                               |        |
| 11.11.2007  | 15:00 | Płomień Sosnowiec                             | 3:0 (25:21, 25:19, 25:20)               | Delecta Bydgoszcz                             | 1200   |
| 10.11.2007  | 18:00 | PGE Skra Bełchatów                            | 3:1 (22:25, 25:19, 25:23, 25:22)        | J.W. Construction AZS Politechnika Warszawska | 3000   |
| 10.11.2007  | 17:00 | Jastrzębski Węgiel                            | 3:0 (25:23, 25:22, 25:21)               | Jadar Sport Radom                             | 700    |
| 10.11.2007  | 15:00 | ZAKSA Kędzierzyn-Koźle                        | 0:3 (21:25, 18:25, 22:25)               | Mlekpol AZS Olsztyn                           | 3000   |
| 09.11.2007  | 18:30 | Wkręt-met Domex AZS Częstochowa               | 3:0 (25:20, 25:22, 25:19)               | Asseco Resovia Rzeszów                        | 2500   |
| 9. KOLEJKA  |       |                                               |                                         |                                               |        |
| 08.12.2007  | 17:00 | Asseco Resovia Rzeszów                        | 3:1 (21:25, 25:18, 25:22, 25:19)        | Płomień Sosnowiec                             | 3500   |
| 07.12.2007  | 18:30 | ZAKSA Kędzierzyn-Koźle                        | 3:1 (29:27, 25:9, 20:25, 28:26)         | Wkręt-met Domex AZS Częstochowa               | 1500   |
| 08.12.2007  | 18:00 | Jadar Sport Radom                             | 0:3 (22:25, 21:25, 16:25)               | Mlekpol AZS Olsztyn                           | 1300   |
| 08.12.2007  | 17:00 | J.W. Construction AZS Politechnika Warszawska | 1:3 (25:20, 14:25, 36:38, 22:25)        | Jastrzębski Węgiel                            | 1700   |
| 09.12.2007  | 15:00 | Delecta Bydgoszcz                             | 1:3 (26:28, 25:22, 23:25, 16:25)        | PGE Skra Bełchatów                            | 4500   |
| 10. KOLEJKA |       |                                               |                                         |                                               |        |
| 15.12.2007  | 18:00 | PGE Skra Bełchatów                            | 3:0 (25:17, 25:17, 25:16)               | Płomień Sosnowiec                             | 2200   |
| 16.12.2007  | 15:00 | Jastrzębski Węgiel                            | 3:0 (25:16, 30:28, 25:18)               | Delecta Bydgoszcz                             | 800    |
| 16.12.2007  | 16:00 | J.W. Construction AZS Politechnika Warszawska | 0:3 (19:25, 21:25, 17:25)               | Mlekpol AZS Olsztyn                           | 1500   |
| 14.12.2007  | 18:30 | Jadar Sport Radom                             | 0:3 (25:27, 19:25, 21:25)               | Wkręt-met Domex AZS Częstochowa               | 1700   |
| 16.12.2007  | 15:00 | ZAKSA Kędzierzyn-Koźle                        | 3:1 (22:25, 25:12, 25:19, 25:22)        | Asseco Resovia Rzeszów                        | 2500   |
| 11. KOLEJKA |       |                                               |                                         |                                               |        |
| 21.01.2008  | 18:30 | ZAKSA Kędzierzyn-Koźle                        | 3:2 (18:25, 25:16, 23:25, 25:11, 15:10) | Płomień Sosnowiec                             | 1200   |
| 18.01.2008  | 18:30 | Asseco Resovia Rzeszów                        | 3:2 (19:25, 25:21, 25:22, 22:25, 15:9)  | Jadar Sport Radom                             | 3000   |
| 20.01.2008  | 15:00 | Wkręt-met Domex AZS Częstochowa               | 3:0 (25:21, 25:17, 25:23)               | J.W. Construction AZS Politechnika Warszawska | 1100   |
| 19.01.2008  | 17:00 | Mlekpol AZS Olsztyn                           | 3:0 (25:23, 25:22, 25:15)               | Delecta Bydgoszcz                             | 1500   |
| 19.01.2008  | 15:00 | Jastrzębski Węgiel                            | 3:2 (25:22, 19:25, 18:25, 25:21, 15:13) | PGE Skra Bełchatów                            | 800    |
| 12. KOLEJKA |       |                                               |                                         |                                               |        |
| 26.01.2008  | 17:30 | Płomień Sosnowiec                             | 2:3 (21:25, 25:20, 25:23, 19:25, 11:15) | Jastrzębski Węgiel                            | 1200   |
| 26.01.2008  | 15:00 | PGE Skra Bełchatów                            | 3:2 (25:22, 22:25, 25:16, 25:27, 15:11) | Mlekpol AZS Olsztyn                           | 3000   |
| 26.01.2008  | 19:00 | Delecta Bydgoszcz                             | 1:3 (25:22, 15:25, 20:25, 19:25)        | Wkręt-met Domex AZS Częstochowa               | 1600   |
| 26.01.2008  | 17:30 | J.W. Construction AZS Politechnika Warszawska | 3:0 (25:0, 25:0, 25:0)                  | Asseco Resovia Rzeszów                        | 1200   |
| 25.01.2008  | 18:00 | Jadar Sport Radom                             | 1:3 (18:25, 35:33, 19:25, 21:25)        | ZAKSA Kędzierzyn-Koźle                        | 1000   |
| 13. KOLEJKA |       |                                               |                                         |                                               |        |
| 01.02.2008  | 18:00 | Jadar Sport Radom                             | 3:0 (25:16, 25:23, 25:22)               | Płomień Sosnowiec                             | 600    |
| 02.02.2008  | 17:00 | ZAKSA Kędzierzyn-Koźle                        | 3:1 (25:19, 25:16, 17:25, 25:16)        | J.W. Construction AZS Politechnika Warszawska | 1200   |
| 02.02.2008  | 20:00 | Delecta Bydgoszcz                             | 0:3 (22:25, 17:25, 19:25)               | Asseco Resovia Rzeszów                        | 1300   |
| 04.02.2008  | 17:00 | Wkręt-met Domex AZS Częstochowa               | 1:3 (25:22, 25:27, 17:25, 17:25)        | PGE Skra Bełchatów                            | 3000   |
| 02.02.2008  | 15:00 | Mlekpol AZS Olsztyn                           | 1:3 (22:25, 25:21, 19:25, 23:25)        | Jastrzębski Węgiel                            | 2500   |
| 14. KOLEJKA |       |                                               |                                         |                                               |        |
| 09.02.2008  | 17:00 | Płomień Sosnowiec                             | 0:3 (22:25, 20:25, 22:25)               | Mlekpol AZS Olsztyn                           | 1500   |
| 09.02.2008  | 15:00 | Jastrzębski Węgiel                            | 1:3 (23:25, 19:25, 26:24, 23:25)        | Wkręt-met Domex AZS Częstochowa               | 900    |
| 08.02.2008  | 18:00 | PGE Skra Bełchatów                            | 3:0 (25:20, 25:14, 25:19)               | Asseco Resovia Rzeszów                        | 2500   |
| 09.02.2008  | 18:00 | Delecta Bydgoszcz                             | 3:0 (25:17, 25:17, 25:17)               | ZAKSA Kędzierzyn-Koźle                        | 1400   |
| 08.02.2008  | 17:00 | J.W. Construction AZS Politechnika Warszawska | 3:2 (25:20, 13:25, 29:27, 23:25, 15:10) | Jadar Sport Radom                             | 700    |
| 15. KOLEJKA |       |                                               |                                         |                                               |        |
| 21.12.2007  | 18:30 | J.W. Construction AZS Politechnika Warszawska | 2:3 (25:20, 25:19, 18:25, 29:31, 8:15)  | Płomień Sosnowiec                             | 300    |
| 21.12.2007  | 18:30 | Jadar Sport Radom                             | 2:3 (15:25, 25:20, 21:25, 25:22, 13:15) | Delecta Bydgoszcz                             | 800    |
| 23.12.2007  | 15:00 | ZAKSA Kędzierzyn-Koźle                        | 1:3 (25:22, 11:25, 16:25, 20:25)        | PGE Skra Bełchatów                            | 3700   |
| 22.12.2007  | 15:00 | Asseco Resovia Rzeszów                        | 0:3 (18:25, 16:25, 25:27)               | Jastrzębski Węgiel                            | 4500   |
| 07.02.2008  | 20:00 | Wkręt-met Domex AZS Częstochowa               | 0:3 (21:25, 20:25, 21:25)               | Mlekpol AZS Olsztyn                           | 1700   |
| 16. KOLEJKA |       |                                               |                                         |                                               |        |
| 16.02.2008  | 17:00 | Płomień Sosnowiec                             | 0:3 (22:25, 17:25, 19:25)               | Wkręt-met Domex AZS Częstochowa               | 1300   |
| 16.02.2008  | 15:00 | Mlekpol AZS Olsztyn                           | 1:3 (22:25, 25:21, 23:25, 19:25)        | Asseco Resovia Rzeszów                        | 2500   |
| 16.02.2008  | 17:00 | Jastrzębski Węgiel                            | 3:0 (25:23, 25:23, 25:23)               | ZAKSA Kędzierzyn-Koźle                        | 800    |
| 16.02.2008  | 17:00 | PGE Skra Bełchatów                            | 3:0 (25:11, 25:20, 25:16)               | Jadar Sport Radom                             | 3000   |
| 15.02.2008  | 18:00 | Delecta Bydgoszcz                             | 0:3 (14:25, 23:25, 24:26)               | J.W. Construction AZS Politechnika Warszawska | 1600   |
| 17. KOLEJKA |       |                                               |                                         |                                               |        |
| 23.02.2008  | 15:00 | Delecta Bydgoszcz                             | 3:1 (28:26, 25:22, 22:25, 25:13)        | Płomień Sosnowiec                             | 980    |
| 23.02.2008  | 15:00 | J.W. Construction AZS Politechnika Warszawska | 1:3 (25:23, 31:33, 19:25, 22:25)        | PGE Skra Bełchatów                            | 1800   |
| 23.02.2008  | 15:00 | Jadar Sport Radom                             | 0:3 (23:25, 23:25, 24:26)               | Jastrzębski Węgiel                            | 1500   |
| 23.02.2008  | 15:00 | Mlekpol AZS Olsztyn                           | 3:2 (25:23, 23:25, 25:15, 16:25, 15:11) | ZAKSA Kędzierzyn-Koźle                        | 2200   |
| 23.02.2008  | 15:00 | Asseco Resovia Rzeszów                        | 1:3 (18:25, 25:20, 23:25, 23:25)        | Wkręt-met Domex AZS Częstochowa               | 2500   |
| 18. KOLEJKA |       |                                               |                                         |                                               |        |
| 26.02.2008  | 18:00 | Płomień Sosnowiec                             | 2:3 (25:23, 25:22, 18:25, 23:25, 13:15) | Asseco Resovia Rzeszów                        | 1200   |
| 26.02.2008  | 18:00 | Wkręt-met Domex AZS Częstochowa               | 3:0 (25:19, 26:24, 25:18)               | ZAKSA Kędzierzyn-Koźle                        | 1100   |
| 26.02.2008  | 18:00 | Mlekpol AZS Olsztyn                           | 1:3 (23:25, 26:24, 21:25, 23:25)        | Jadar Sport Radom                             | 1000   |
| 26.02.2008  | 18:00 | Jastrzębski Węgiel                            | 3:1 (25:17, 14:25, 25:22, 25:19)        | J.W. Construction AZS Politechnika Warszawska | 350    |
| 26.02.2008  | 18:00 | PGE Skra Bełchatów                            | 3:0 (26:24, 25:18, 25:15)               | Delecta Bydgoszcz                             | 1800   |

### Tabela
| Lp. | Drużyna                                       | Pkt | Mecze | Mecze | Mecze | Rodzaj wyniku | Rodzaj wyniku | Rodzaj wyniku | Rodzaj wyniku | Rodzaj wyniku | Rodzaj wyniku | Sety | Sety | Sety  | Małe punkty | Małe punkty | Małe punkty |
| Lp. | Drużyna                                       | Pkt | M     | W     | P     | 3:0           | 3:1           | 3:2           | 2:3           | 1:3           | 0:3           | wyg. | prz. | stos. | zdob.       | str.        | stos.       |
| --- | --------------------------------------------- | --- | ----- | ----- | ----- | ------------- | ------------- | ------------- | ------------- | ------------- | ------------- | ---- | ---- | ----- | ----------- | ----------- | ----------- |
| 1   | PGE Skra Bełchatów                            | 47  | 18    | 16    | 2     | 8             | 5             | 3             | 2             | 0             | 0             | 52   | 17   | 3.06  | 1626        | 1416        | 1.15        |
| 2   | Wkręt-met Domex AZS Częstochowa               | 40  | 18    | 13    | 5     | 8             | 4             | 1             | 2             | 2             | 1             | 45   | 21   | 2.14  | 1539        | 1426        | 1.08        |
| 3   | Jastrzębski Węgiel                            | 37  | 18    | 13    | 5     | 6             | 3             | 4             | 2             | 2             | 1             | 45   | 26   | 1.73  | 1642        | 1543        | 1.06        |
| 4   | Mlekpol AZS Olsztyn                           | 32  | 18    | 11    | 7     | 8             | 0             | 3             | 2             | 4             | 1             | 41   | 27   | 1.52  | 1534        | 1433        | 1.07        |
| 5   | Asseco Resovia Rzeszów                        | 28  | 18    | 10    | 8     | 2             | 5             | 3             | 1             | 2             | 5             | 34   | 35   | 0.97  | 1458        | 1553        | 0.94        |
| 6   | ZAKSA Kędzierzyn-Koźle                        | 28  | 18    | 10    | 8     | 0             | 7             | 3             | 1             | 1             | 6             | 33   | 37   | 0.89  | 1560        | 1552        | 1.01        |
| 7   | Jadar Sport Radom                             | 18  | 18    | 5     | 13    | 2             | 2             | 1             | 4             | 4             | 5             | 27   | 43   | 0.63  | 1546        | 1599        | 0.97        |
| 8   | Płomień Sosnowiec                             | 15  | 18    | 4     | 14    | 1             | 2             | 1             | 4             | 3             | 7             | 23   | 46   | 0.5   | 1445        | 1585        | 0.91        |
| 9   | J.W. Construction AZS Politechnika Warszawska | 13  | 18    | 4     | 14    | 3             | 0             | 1             | 2             | 7             | 5             | 23   | 44   | 0.52  | 1435        | 1505        | 0.95        |
| 10  | Delecta Bydgoszcz                             | 12  | 18    | 4     | 14    | 1             | 1             | 2             | 2             | 4             | 8             | 20   | 47   | 0.43  | 1388        | 1561        | 0.89        |

Źródło: PlusLiga (pol.)
Punktacja: 3:0 i 3:1 – 3 pkt; 3:2 – 2 pkt; 2:3 – 1 pkt; 1:3 i 0:3 – 0 pkt
Zasady ustalania kolejności: 1. liczba punktów; 2. stosunek setów; 3. stosunek małych punktów; 4. bilans w bezpośrednich meczach
     Faza play-off
     Faza play-out

### Miejsca po danych kolejkach
| Asseco Resovia Rzeszów | 3  | 3  | 2  | 1  | 3  | 3  | 4  | 5  | 3  | 6  | 6  | 6  | 6  | 6  | 6  | 6  | 6  | 5  |
| Delecta Bydgoszcz | 7  | 8  | 7  | 7  | 8  | 9  | 9  | 9  | 9  | 9  | 9  | 9  | 10 | 10 | 10 | 10 | 10 | 10 |
| J.W. Construction AZS Politechnika Warszawska | 10 | 10 | 10 | 10 | 10 | 10 | 10 | 10 | 10 | 10 | 10 | 10 | 9  | 9  | 9  | 9  | 9  | 9  |
| Jadar Sport Radom | 6  | 7  | 8  | 9  | 7  | 7  | 6  | 8  | 8  | 8  | 8  | 8  | 8  | 7  | 7  | 7  | 7  | 7  |
| Jastrzębski Węgiel | 4  | 6  | 6  | 6  | 6  | 6  | 7  | 6  | 6  | 5  | 3  | 4  | 3  | 3  | 4  | 3  | 3  | 3  |
| Mlekpol AZS Olsztyn | 1  | 1  | 3  | 3  | 2  | 4  | 5  | 3  | 4  | 3  | 4  | 3  | 4  | 5  | 3  | 4  | 4  | 4  |
| PGE Skra Bełchatów | 2  | 2  | 1  | 2  | 1  | 1  | 1  | 1  | 1  | 1  | 1  | 1  | 1  | 1  | 1  | 1  | 1  | 1  |
| Płomień Sosnowiec | 9  | 9  | 9  | 8  | 9  | 8  | 8  | 7  | 7  | 7  | 7  | 7  | 7  | 8  | 8  | 8  | 8  | 8  |
| Wkręt-met Domex AZS Częstochowa | 5  | 4  | 4  | 5  | 5  | 2  | 2  | 2  | 2  | 2  | 2  | 2  | 2  | 2  | 2  | 2  | 2  | 2  |
| ZAKSA Kędzierzyn-Koźle | 8  | 5  | 5  | 4  | 4  | 5  | 3  | 4  | 5  | 4  | 5  | 5  | 5  | 4  | 5  | 5  | 5  | 6  |
| Uwagi: - Zestawienie nie uwzględnia w danej kolejce meczów przełożonych na późniejsze terminy, natomiast uwzględnia mecze rozegrane awansem. Miejsce zajmowane przez drużynę, która rozegrała mniej meczów, wyróżniono kursywą, natomiast podkreśleniem – drużynę, która rozegrała więcej meczów niż wynika to z numeru kolejki. - Mecze zgodnie z terminarzem: - 15. kolejki rozegrane zostały w terminie 11. kolejki, - 11. kolejki rozegrane zostały w terminie 12. kolejki, - 12. kolejki rozegrane zostały w terminie 13. kolejki, - 13. kolejki rozegrane zostały w terminie 14. kolejki. |    |    |    |    |    |    |    |    |    |    |    |    |    |    |    |    |    |    |

## Faza play-off

### Drabinka
|  |              |                                 |              |                                 |              |              |              |   |                                 |                     |                    |           |           |           |                    |                    |                    |                    |                    |                    |                    |        |        |        |        |
|  | Ćwierćfinały | Ćwierćfinały                    | Ćwierćfinały | Ćwierćfinały                    | Ćwierćfinały | Ćwierćfinały | Ćwierćfinały |   |                                 | Półfinały           | Półfinały          | Półfinały | Półfinały | Półfinały | Półfinały          | Półfinały          |                    |                    | Finały             | Finały             | Finały             | Finały | Finały | Finały | Finały |
|  | Ćwierćfinały | Ćwierćfinały                    | Ćwierćfinały | Ćwierćfinały                    | Ćwierćfinały | Ćwierćfinały | Ćwierćfinały |   |                                 | Półfinały           | Półfinały          | Półfinały | Półfinały | Półfinały | Półfinały          | Półfinały          |                    |                    | Finały             | Finały             | Finały             | Finały | Finały | Finały | Finały |
|  |              |                                 |              |                                 |              |              |              |   |                                 |                     |                    |           |           |           |                    |                    |                    |                    |                    |                    |                    |        |        |        |        |
|  |              |                                 |              |                                 |              |              |              |   |                                 |                     |                    |           |           |           |                    |                    |                    |                    |                    |                    |                    |        |        |        |        |
|  | 1            | PGE Skra Bełchatów              | 3            | 3                               | 1            | 3            |              |   |                                 |                     |                    |           |           |           |                    |                    |                    |                    |                    |                    |                    |        |        |        |        |
|  | 1            | PGE Skra Bełchatów              | 3            | 3                               | 1            | 3            |              |   |                                 |                     |                    |           |           |           |                    |                    |                    |                    |                    |                    |                    |        |        |        |        |
|  | 8            | Płomień Sosnowiec               | 0            | 0                               | 3            | 0            |              |   |                                 |                     |                    |           |           |           |                    |                    |                    |                    |                    |                    |                    |        |        |        |        |
|  | 8            | Płomień Sosnowiec               | 0            | 0                               | 3            | 0            |              |   | 1                               | PGE Skra Bełchatów  | 3                  | 0         | 3         | 3         |                    |                    |                    |                    |                    |                    |                    |        |        |        |        |
|  |              |                                 |              |                                 |              |              |              |   | 1                               | PGE Skra Bełchatów  | 3                  | 0         | 3         | 3         |                    |                    |                    |                    |                    |                    |                    |        |        |        |        |
|  |              |                                 | 4            | Mlekpol AZS Olsztyn             | 0            | 3            | 1            | 0 |                                 |                     |                    |           |           |           |                    |                    |                    |                    |                    |                    |                    |        |        |        |        |
|  | 4            | Mlekpol AZS Olsztyn             | 4            | Mlekpol AZS Olsztyn             | 0            | 3            | 1            | 0 | 3                               | 2                   | 1                  | 3         | 3         |           |                    |                    |                    |                    |                    |                    |                    |        |        |        |        |
|  | 4            | Mlekpol AZS Olsztyn             |              |                                 |              |              |              |   |                                 |                     |                    | 3         | 3         |           |                    |                    |                    |                    |                    |                    |                    |        |        |        |        |
|  | 5            | Asseco Resovia Rzeszów          | 2            | 3                               | 3            | 2            | 2            |   |                                 |                     |                    |           |           |           |                    |                    |                    |                    |                    |                    |                    |        |        |        |        |
|  | 5            | Asseco Resovia Rzeszów          | 2            | 3                               | 3            | 2            | 2            |   |                                 | 1                   | PGE Skra Bełchatów | 3         | 3         | 3         |                    |                    |                    |                    |                    |                    |                    |        |        |        |        |
|  |              |                                 |              |                                 |              |              |              |   |                                 |                     |                    |           |           |           |                    |                    |                    |                    |                    |                    |                    |        |        |        |        |
|  |              |                                 | 2            | Wkręt-met Domex AZS Częstochowa | 0            | 0            | 2            |   |                                 |                     |                    |           |           |           |                    |                    |                    |                    |                    |                    |                    |        |        |        |        |
|  | 2            | Wkręt-met Domex AZS Częstochowa | 2            | Wkręt-met Domex AZS Częstochowa | 0            | 0            | 2            | 3 | 3                               | 3                   |                    |           |           |           |                    |                    |                    |                    |                    |                    |                    |        |        |        |        |
|  | 2            | Wkręt-met Domex AZS Częstochowa |              |                                 |              |              |              |   |                                 |                     |                    |           |           |           |                    |                    |                    |                    |                    |                    |                    |        |        |        |        |
|  | 7            | Jadar Sport Radom               | 2            | 2                               | 0            |              |              |   |                                 |                     |                    |           |           |           |                    |                    |                    |                    |                    |                    |                    |        |        |        |        |
|  | 7            | Jadar Sport Radom               | 2            | 2                               | 0            |              |              | 2 | Wkręt-met Domex AZS Częstochowa | 1                   | 3                  | 3         | 0         | 3         | Mecze o 3. miejsce | Mecze o 3. miejsce | Mecze o 3. miejsce | Mecze o 3. miejsce | Mecze o 3. miejsce | Mecze o 3. miejsce | Mecze o 3. miejsce |        |        |        |        |
|  |              |                                 |              |                                 |              |              |              | 2 | Wkręt-met Domex AZS Częstochowa | 1                   | 3                  | 3         | 0         | 3         | Mecze o 3. miejsce | Mecze o 3. miejsce | Mecze o 3. miejsce | Mecze o 3. miejsce | Mecze o 3. miejsce | Mecze o 3. miejsce | Mecze o 3. miejsce |        |        |        |        |
|  |              |                                 | 3            | Jastrzębski Węgiel              | 3            | 1            | 0            | 3 | 0                               |                     |                    |           |           |           |                    |                    |                    |                    |                    |                    |                    |        |        |        |        |
|  | 3            | Jastrzębski Węgiel              | 3            | Jastrzębski Węgiel              | 3            | 1            | 0            | 3 | 0                               | 1                   | 3                  | 3         | 3         |           |                    |                    |                    |                    |                    |                    |                    |        |        |        |        |
|  | 3            | Jastrzębski Węgiel              |              |                                 |              |              |              |   |                                 |                     |                    | 3         | 3         | 3         | Jastrzębski Węgiel | 2                  | 1                  | 0                  |                    |                    |                    |        |        |        |        |
|  | 6            | ZAKSA Kędzierzyn-Koźle          | 3            | 0                               | 0            | 1            |              |   |                                 |                     |                    |           |           | 3         | Jastrzębski Węgiel | 2                  | 1                  | 0                  |                    |                    |                    |        |        |        |        |
|  | 6            | ZAKSA Kędzierzyn-Koźle          | 3            | 0                               | 0            | 1            |              |   | 4                               | Mlekpol AZS Olsztyn | 3                  | 3         | 3         |           |                    |                    |                    |                    |                    |                    |                    |        |        |        |        |
|  |              |                                 |              |                                 |              |              |              |   | 4                               | Mlekpol AZS Olsztyn | 3                  | 3         | 3         |           |                    |                    |                    |                    |                    |                    |                    |        |        |        |        |

|  |                     |                        |                     |                        |                     |   |   |                    |                        |                    |                    |                    |
|  | Mecze o miejsca 5-8 | Mecze o miejsca 5-8    | Mecze o miejsca 5-8 | Mecze o miejsca 5-8    | Mecze o miejsca 5-8 |   |   | Mecze o 5. miejsce | Mecze o 5. miejsce     | Mecze o 5. miejsce | Mecze o 5. miejsce | Mecze o 5. miejsce |
|  | Mecze o miejsca 5-8 | Mecze o miejsca 5-8    | Mecze o miejsca 5-8 | Mecze o miejsca 5-8    | Mecze o miejsca 5-8 |   |   | Mecze o 5. miejsce | Mecze o 5. miejsce     | Mecze o 5. miejsce | Mecze o 5. miejsce | Mecze o 5. miejsce |
|  |                     |                        |                     |                        |                     |   |   |                    |                        |                    |                    |                    |
|  |                     |                        |                     |                        |                     |   |   |                    |                        |                    |                    |                    |
|  | 5                   | Asseco Resovia Rzeszów | 3                   | 1                      | 3                   |   |   |                    |                        |                    |                    |                    |
|  | 5                   | Asseco Resovia Rzeszów | 3                   | 1                      | 3                   |   |   |                    |                        |                    |                    |                    |
|  | 8                   | Płomień Sosnowiec      | 2                   | 3                      | 0                   |   |   |                    |                        |                    |                    |                    |
|  | 8                   | Płomień Sosnowiec      | 2                   | 3                      | 0                   |   |   | 5                  | Asseco Resovia Rzeszów | 3                  | 1                  | 3                  |
|  |                     |                        |                     |                        |                     |   |   | 5                  | Asseco Resovia Rzeszów | 3                  | 1                  | 3                  |
|  |                     |                        | 6                   | ZAKSA Kędzierzyn-Koźle | 0                   | 3 | 1 |                    |                        |                    |                    |                    |
|  | 6                   | ZAKSA Kędzierzyn-Koźle | 6                   | ZAKSA Kędzierzyn-Koźle | 0                   | 3 | 1 | 3                  | 3                      |                    |                    |                    |
|  | 6                   | ZAKSA Kędzierzyn-Koźle |                     |                        |                     |   |   |                    |                        |                    |                    |                    |
|  | 7                   | Jadar Sport Radom      | 0                   | 0                      |                     |   |   |                    |                        |                    |                    |                    |
|  | 7                   | Jadar Sport Radom      | 0                   | 0                      | Mecze o 7. miejsce  |   |   |                    |                        |                    |                    |                    |
|  |                     |                        |                     |                        |                     |   |   |                    |                        |                    |                    |                    |
|  |                     |                        |                     |                        |                     |   |   |                    |                        |                    |                    |                    |
|  |                     |                        |                     |                        |                     |   |   |                    |                        |                    |                    |                    |
|  | 7                   | Jadar Sport Radom      | 0                   | 0                      |                     |   |   |                    |                        |                    |                    |                    |
|  | 7                   | Jadar Sport Radom      | 0                   | 0                      |                     |   |   |                    |                        |                    |                    |                    |
|  | 8                   | Płomień Sosnowiec      | 3                   | 3                      |                     |   |   |                    |                        |                    |                    |                    |
|  | 8                   | Płomień Sosnowiec      | 3                   | 3                      |                     |   |   |                    |                        |                    |                    |                    |

### I runda

#### Ćwierćfinały
(do trzech zwycięstw)
| Data                                | Godz.                               | Gospodarz                           | Rezultat                                | Gość                            | Widzów                     |
| ----------------------------------- | ----------------------------------- | ----------------------------------- | --------------------------------------- | ------------------------------- | -------------------------- |
| PGE Skra Bełchatów (1)              | PGE Skra Bełchatów (1)              | PGE Skra Bełchatów (1)              | 3 – 1                                   | (8) Płomień Sosnowiec           | (8) Płomień Sosnowiec      |
| 29.02.2008                          | 18:00                               | PGE Skra Bełchatów                  | 3:0 (25:18, 25:18, 25:19)               | Płomień Sosnowiec               | 1800                       |
| 01.03.2008                          | 18:00                               | PGE Skra Bełchatów                  | 3:0 (25:14, 25:18, 25:14)               | Płomień Sosnowiec               | 1500                       |
| 13.03.2008                          | 18:00                               | Płomień Sosnowiec                   | 3:1 (21:25, 25:22, 26:24, 25:23)        | PGE Skra Bełchatów              | 1500                       |
| 14.03.2008                          | 18:00                               | Płomień Sosnowiec                   | 0:3 (19:25, 16:25, 16:25)               | PGE Skra Bełchatów              | 1300                       |
| Mlekpol AZS Olsztyn (4)             | Mlekpol AZS Olsztyn (4)             | Mlekpol AZS Olsztyn (4)             | 3 – 2                                   | (5) Asseco Resovia Rzeszów      | (5) Asseco Resovia Rzeszów |
| 29.02.2008                          | 19:00                               | Mlekpol AZS Olsztyn                 | 3:2 (25:21, 20:25, 25:15, 24:26, 15:12) | Asseco Resovia Rzeszów          | 1450                       |
| 01.03.2008                          | 17:00                               | Mlekpol AZS Olsztyn                 | 2:3 (20:25, 25:22, 25:27, 25:14, 15:17) | Asseco Resovia Rzeszów          | 2500                       |
| 14.03.2008                          | 18:00                               | Asseco Resovia Rzeszów              | 3:1 (25:19, 25:14, 20:25, 25:19)        | Mlekpol AZS Olsztyn             | 4500                       |
| 15.03.2008                          | 17:00                               | Asseco Resovia Rzeszów              | 2:3 (17:25, 19:25, 25:20, 25:17, 11:15) | Mlekpol AZS Olsztyn             | 4500                       |
| 18.03.2008                          | 20:30                               | Mlekpol AZS Olsztyn                 | 3:2 (21:25, 25:27, 25:21, 25:22, 15:12) | Asseco Resovia Rzeszów          | 2500                       |
| Wkręt-met Domex AZS Częstochowa (2) | Wkręt-met Domex AZS Częstochowa (2) | Wkręt-met Domex AZS Częstochowa (2) | 3 – 0                                   | (7) Jadar Sport Radom           | (7) Jadar Sport Radom      |
| 29.02.2008                          | 19:00                               | Wkręt-met Domex AZS Częstochowa     | 3:2 (21:25, 26:24, 25:18, 17:25, 15:10) | Jadar Sport Radom               | 1000                       |
| 01.03.2008                          | 17:00                               | Wkręt-met Domex AZS Częstochowa     | 3:2 (25:20, 23:25, 25:15, 23:25, 15:12) | Jadar Sport Radom               | 1000                       |
| 14.03.2008                          | 18:00                               | Jadar Sport Radom                   | 0:3 (21:25, 16:25, 20:25)               | Wkręt-met Domex AZS Częstochowa |                            |
| Jastrzębski Węgiel (3)              | Jastrzębski Węgiel (3)              | Jastrzębski Węgiel (3)              | 3 – 1                                   | (6) ZAKSA Kędzierzyn-Koźle      | (6) ZAKSA Kędzierzyn-Koźle |
| 29.02.2008                          | 18:00                               | Jastrzębski Węgiel                  | 1:3 (16:25, 25:17, 22:25, 14:25)        | ZAKSA Kędzierzyn-Koźle          | 600                        |
| 01.03.2008                          | 18:00                               | Jastrzębski Węgiel                  | 3:0 (25:18, 25:13, 25:22)               | ZAKSA Kędzierzyn-Koźle          | 800                        |
| 14.03.2008                          | 18:00                               | ZAKSA Kędzierzyn-Koźle              | 0:3 (24:26, 17:25, 22:25)               | Jastrzębski Węgiel              | 3000                       |
| 15.03.2008                          | 15:00                               | ZAKSA Kędzierzyn-Koźle              | 1:3 (22:25, 25:19, 21:25, 16:25)        | Jastrzębski Węgiel              | 1300                       |

### II runda

#### Półfinały
(do trzech zwycięstw)
| Data                                | Godz.                               | Gospodarz                           | Rezultat                         | Gość                            | Widzów                  |
| ----------------------------------- | ----------------------------------- | ----------------------------------- | -------------------------------- | ------------------------------- | ----------------------- |
| PGE Skra Bełchatów (1)              | PGE Skra Bełchatów (1)              | PGE Skra Bełchatów (1)              | 3 – 1                            | (4) Mlekpol AZS Olsztyn         | (4) Mlekpol AZS Olsztyn |
| 21.03.2008                          | 20:30                               | PGE Skra Bełchatów                  | 3:0 (25:15, 26:24, 25:22)        | Mlekpol AZS Olsztyn             | 2000                    |
| 22.03.2008                          | 16:00                               | PGE Skra Bełchatów                  | 0:3 (18:25, 24:26, 20:25)        | Mlekpol AZS Olsztyn             | 2200                    |
| 03.04.2008                          | 20:30                               | Mlekpol AZS Olsztyn                 | 1:3 (25:22, 23:25, 23:25, 21:25) | PGE Skra Bełchatów              | 2800                    |
| 04.04.2008                          | 20:30                               | Mlekpol AZS Olsztyn                 | 0:3 (22:25, 18:25, 21:25)        | PGE Skra Bełchatów              | 2800                    |
| Wkręt-met Domex AZS Częstochowa (2) | Wkręt-met Domex AZS Częstochowa (2) | Wkręt-met Domex AZS Częstochowa (2) | 3 – 2                            | (3) Jastrzębski Węgiel          | (3) Jastrzębski Węgiel  |
| 20.03.2008                          | 20:30                               | Wkręt-met Domex AZS Częstochowa     | 1:3 (18:25, 26:24, 23:25, 22:25) | Jastrzębski Węgiel              | 1800                    |
| 21.03.2008                          | 19:00                               | Wkręt-met Domex AZS Częstochowa     | 3:1 (26:24, 25:23, 19:25, 25:19) | Jastrzębski Węgiel              | 2100                    |
| 02.04.2008                          | 18:30                               | Jastrzębski Węgiel                  | 0:3 (17:25, 20:25, 20:25)        | Wkręt-met Domex AZS Częstochowa |                         |
| 03.04.2008                          | 18:00                               | Jastrzębski Węgiel                  | 3:0 (25:23, 25:20, 25:22)        | Wkręt-met Domex AZS Częstochowa | 2500                    |
| 07.04.2008                          | 18:30                               | Wkręt-met Domex AZS Częstochowa     | 3:0 (25:15, 33:31, 25:22)        | Jastrzębski Węgiel              | 2200                    |

#### Mecze o miejsca 5-8
(do dwóch zwycięstw)
| Data                       | Godz.                      | Gospodarz                  | Rezultat                               | Gość                   | Widzów                |
| -------------------------- | -------------------------- | -------------------------- | -------------------------------------- | ---------------------- | --------------------- |
| Asseco Resovia Rzeszów (5) | Asseco Resovia Rzeszów (5) | Asseco Resovia Rzeszów (5) | 2 – 1                                  | (8) Płomień Sosnowiec  | (8) Płomień Sosnowiec |
| 28.03.2008                 | 18:00                      | Płomień Sosnowiec          | 2:3 (17:25, 25:13, 19:25, 31:29, 9:15) | Asseco Resovia Rzeszów | 700                   |
| 02.04.2008                 | 18:00                      | Asseco Resovia Rzeszów     | 1:3 (21:25, 25:23, 34:36, 24:26)       | Płomień Sosnowiec      | 1800                  |
| 03.04.2008                 | 18:00                      | Asseco Resovia Rzeszów     | 3:0 (25:21, 25:19, 25:19)              | Płomień Sosnowiec      | 1500                  |
| ZAKSA Kędzierzyn-Koźle (6) | ZAKSA Kędzierzyn-Koźle (6) | ZAKSA Kędzierzyn-Koźle (6) | 2 – 0                                  | (7) Jadar Sport Radom  | (7) Jadar Sport Radom |
| 28.03.2008                 | 18:00                      | Jadar Sport Radom          | 0:3 (14:25, 24:26, 16:25)              | ZAKSA Kędzierzyn-Koźle | 650                   |
| 04.04.2008                 | 18:00                      | ZAKSA Kędzierzyn-Koźle     | 3:0 (25:16, 25:19, 26:24)              | Jadar Sport Radom      | 600                   |

### III runda

#### Finały
(do trzech zwycięstw)
| Data                   | Godz.                  | Gospodarz                       | Rezultat                                | Gość                                | Widzów                              |
| ---------------------- | ---------------------- | ------------------------------- | --------------------------------------- | ----------------------------------- | ----------------------------------- |
| PGE Skra Bełchatów (1) | PGE Skra Bełchatów (1) | PGE Skra Bełchatów (1)          | 3 – 0                                   | (2) Wkręt-met Domex AZS Częstochowa | (2) Wkręt-met Domex AZS Częstochowa |
| 10.04.2008             | 18:30                  | PGE Skra Bełchatów              | 3:0 (25:15, 25:20, 25:18)               | Wkręt-met Domex AZS Częstochowa     | 3000                                |
| 11.04.2008             | 18:00                  | PGE Skra Bełchatów              | 3:0 (25:21, 25:16, 25:12)               | Wkręt-met Domex AZS Częstochowa     | 3000                                |
| 16.04.2008             | 20:00                  | Wkręt-met Domex AZS Częstochowa | 2:3 (23:25, 25:18, 21:25, 27:25, 11:15) | PGE Skra Bełchatów                  | 2200                                |

#### Mecze o 3. miejsce
(do trzech zwycięstw)
| Data                   | Godz.                  | Gospodarz              | Rezultat                                | Gość                    | Widzów                  |
| ---------------------- | ---------------------- | ---------------------- | --------------------------------------- | ----------------------- | ----------------------- |
| Jastrzębski Węgiel (3) | Jastrzębski Węgiel (3) | Jastrzębski Węgiel (3) | 0 – 3                                   | (4) Mlekpol AZS Olsztyn | (4) Mlekpol AZS Olsztyn |
| 10.04.2008             | 18:30                  | Jastrzębski Węgiel     | 2:3 (25:23, 16:25, 35:37, 25:20, 12:15) | Mlekpol AZS Olsztyn     | 1600                    |
| 11.04.2008             | 20:30                  | Jastrzębski Węgiel     | 1:3 (22:25, 27:29, 25:18, 15:25)        | Mlekpol AZS Olsztyn     | 1600                    |
| 16.04.2008             | 18:30                  | Mlekpol AZS Olsztyn    | 3:0 (25:14, 25:21, 27:25)               | Jastrzębski Węgiel      | 2500                    |

#### Mecze o 5. miejsce
(do dwóch zwycięstw)
| Data                       | Godz.                      | Gospodarz                  | Rezultat                         | Gość                       | Widzów                     |
| -------------------------- | -------------------------- | -------------------------- | -------------------------------- | -------------------------- | -------------------------- |
| Asseco Resovia Rzeszów (5) | Asseco Resovia Rzeszów (5) | Asseco Resovia Rzeszów (5) | 2 – 1                            | (6) ZAKSA Kędzierzyn-Koźle | (6) ZAKSA Kędzierzyn-Koźle |
| 11.04.2008                 | 18:00                      | ZAKSA Kędzierzyn-Koźle     | 0:3 (15:25, 19:25, 23:25)        | Asseco Resovia Rzeszów     | 800                        |
| 15.04.2008                 | 18:00                      | Asseco Resovia Rzeszów     | 1:3 (26:28, 25:19, 20:25, 19:25) | ZAKSA Kędzierzyn-Koźle     | 3000                       |
| 16.04.2008                 | 18:00                      | Asseco Resovia Rzeszów     | 3:1 (19:25, 25:17, 25:16, 25:21) | ZAKSA Kędzierzyn-Koźle     | 2500                       |

#### Mecze o 7. miejsce
(do dwóch zwycięstw)
| Data                  | Godz.                 | Gospodarz             | Rezultat                  | Gość                  | Widzów                |
| --------------------- | --------------------- | --------------------- | ------------------------- | --------------------- | --------------------- |
| Jadar Sport Radom (7) | Jadar Sport Radom (7) | Jadar Sport Radom (7) | 0 – 2                     | (8) Płomień Sosnowiec | (8) Płomień Sosnowiec |
| 11.04.2008            | 18:00                 | Płomień Sosnowiec     | 3:0 (25:13, 26:24, 25:23) | Jadar Sport Radom     | 550                   |
| 18.04.2008            | 18:00                 | Jadar Sport Radom     | 0:3 (27:29, 21:25, 20:25) | Płomień Sosnowiec     | 300                   |

## Faza play-out

### Mecze o 9. miejsce
(do czterech zwycięstw)
| Data                                                    | Godz.                                                   | Gospodarz                                               | Rezultat                                | Gość                                                | Widzów                 |
| ------------------------------------------------------- | ------------------------------------------------------- | ------------------------------------------------------- | --------------------------------------- | --------------------------------------------------- | ---------------------- |
| J.W. Construction OSRAM AZS Politechnika Warszawska (9) | J.W. Construction OSRAM AZS Politechnika Warszawska (9) | J.W. Construction OSRAM AZS Politechnika Warszawska (9) | 4 – 3                                   | (10) Delecta Bydgoszcz                              | (10) Delecta Bydgoszcz |
| 12.03.2008                                              | 18:00                                                   | J.W. Construction OSRAM AZS Politechnika Warszawska     | 3:2 (17:25, 25:23, 21:25, 25:23, 15:12) | Delecta Bydgoszcz                                   | 500                    |
| 20.03.2008                                              | 18:00                                                   | Delecta Bydgoszcz                                       | 3:0 (25:22, 25:23, 35:33)               | J.W. Construction OSRAM AZS Politechnika Warszawska | 1100                   |
| 31.03.2008                                              | 18:00                                                   | J.W. Construction OSRAM AZS Politechnika Warszawska     | 1:3 (21:25, 25:23, 23:25, 21:25)        | Delecta Bydgoszcz                                   | 700                    |
| 01.04.2008                                              | 18:00                                                   | J.W. Construction OSRAM AZS Politechnika Warszawska     | 3:0 (25:16, 25:21, 25:21)               | Delecta Bydgoszcz                                   | 500                    |
| 07.04.2008                                              | 18:00                                                   | Delecta Bydgoszcz                                       | 2:3 (22:25, 19:25, 25:19, 25:23, 11:15) | J.W. Construction OSRAM AZS Politechnika Warszawska | 1100                   |
| 08.04.2008                                              | 18:00                                                   | Delecta Bydgoszcz                                       | 3:0 (25:20, 25:23, 25:20)               | J.W. Construction OSRAM AZS Politechnika Warszawska | 1050                   |
| 13.04.2008                                              | 17:00                                                   | J.W. Construction OSRAM AZS Politechnika Warszawska     | 3:1 (21:25, 25:20, 25:17, 25:18)        | Delecta Bydgoszcz                                   | 1500                   |

## Baraże
(do trzech zwycięstw)
| Data                                                | Godz.                                               | Gospodarz                                           | Rezultat                         | Gość                                                | Widzów    |
| --------------------------------------------------- | --------------------------------------------------- | --------------------------------------------------- | -------------------------------- | --------------------------------------------------- | --------- |
| J.W. Construction OSRAM AZS Politechnika Warszawska | J.W. Construction OSRAM AZS Politechnika Warszawska | J.W. Construction OSRAM AZS Politechnika Warszawska | 3 – 1                            | KS Poznań                                           | KS Poznań |
| 03.05.2008                                          | 17:00                                               | J.W. Construction OSRAM AZS Politechnika Warszawska | 3:1 (19:25, 25:17, 25:20, 25:17) | KS Poznań                                           |           |
| 04.05.2008                                          | 17:00                                               | J.W. Construction OSRAM AZS Politechnika Warszawska | 3:1 (25:17, 25:23, 22:25, 26:24) | KS Poznań                                           |           |
| 08.05.2008                                          | 18:00                                               | KS Poznań                                           | 3:1 (28:26, 25:21, 25:16)        | J.W. Construction OSRAM AZS Politechnika Warszawska |           |
| 09.05.2008                                          | 16:00                                               | KS Poznań                                           | 1:3 (25:23, 20:25, 20:25, 19:25) | J.W. Construction OSRAM AZS Politechnika Warszawska |           |

## Klasyfikacja końcowa
| Lp. | Drużyna                                             |
| --- | --------------------------------------------------- |
| 1   | PGE Skra Bełchatów                                  |
| 2   | Wkręt-met Domex AZS Częstochowa                     |
| 3   | Mlekpol AZS Olsztyn                                 |
| 4   | Jastrzębski Węgiel                                  |
| 5   | Asseco Resovia Rzeszów                              |
| 6   | ZAKSA Kędzierzyn-Koźle                              |
| 7   | Płomień Sosnowiec                                   |
| 8   | Jadar Sport Radom                                   |
| 9   | J.W. Construction OSRAM AZS Politechnika Warszawska |
| 10  | Delecta Bydgoszcz                                   |

| Mistrzostwo                     |
| ------------------------------- |
| PGE Skra Bełchatów              |
| Puchar                          |
| Wkręt-met Domex AZS Częstochowa |
| Spadek do I ligi                |
| Delecta Bydgoszcz               |
| Awans z I ligi                  |
| Trefl Gdańsk                    |

## Składy drużyn
| Nr | Imię i nazwisko           | Rok urodzenia | Wzrost (w cm) | Pozycja      |
| -- | ------------------------- | ------------- | ------------- | ------------ |
| 1  | Tomasz Kusior             | 1987          | 207           | środkowy     |
| 4  | Dawid Gunia               | 1987          | 203           | środkowy     |
| 5  | Tomasz Kozłowski          | 1979          | 192           | rozgrywający |
| 6  | Jakub Mach                | 1988          | 196           | przyjmujący  |
| 7  | Aleksandar Mitrović       | 1982          | 195           | przyjmujący  |
| 8  | Michał Kaczmarek          | 1984          | 200           | środkowy     |
| 9  | Karel Kvasnička           | 1976          | 197           | przyjmujący  |
| 10 | Piotr Gabrych             | 1972          | 198           | przyjmujący  |
| 11 | Tomasz Józefacki          | 1980          | 192           | atakujący    |
| 12 | Łukasz Perłowski          | 1984          | 203           | środkowy     |
| 13 | Piotr Łuka                | 1980          | 191           | przyjmujący  |
| 14 | Paweł Papke               | 1977          | 196           | atakujący    |
| 15 | Ihosvany Hernández Rivera | 1972          | 206           | środkowy     |
| 16 | Krzysztof Ignaczak        | 1978          | 188           | libero       |
| 18 | Ivan Ilić                 | 1976          | 195           | rozgrywający |

| Nr | Imię i nazwisko    | Rok urodzenia | Wzrost (w cm) | Pozycja      |
| -- | ------------------ | ------------- | ------------- | ------------ |
| 1  | Waldemar Kaczmarek | 1987          | 196           | rozgrywający |
| 2  | Jakub Oczko        | 1981          | 193           | rozgrywający |
| 3  | Marcin Kozioł      | 1983          | 195           | przyjmujący  |
| 5  | Andrew Grant       | 1985          | 206           | środkowy     |
| 7  | Artur Hoffmann     | 1977          | 182           | rozgrywający |
| 8  | Michal Červeň      | 1977          | 205           | środkowy     |
| 9  | Wojciech Kozłowski | 1989          | 195           | przyjmujący  |
| 10 | Łukasz Owczarz     | 1990          | 195           | środkowy     |
| 11 | Kamil Kacprzak     | 1984          | 196           | przyjmujący  |
| 12 | Michał Dębiec      | 1984          | 183           | libero       |
| 13 | Martin Sopko       | 1982          | 185           | przyjmujący  |
| 15 | Michał Stępień     | 1987          | 200           | środkowy     |
| 16 | Krzysztof Janczak  | 1974          | 202           | atakujący    |
| 17 | Rafał Matusiak     | ????          | ???           | przyjmujący  |

| Nr | Imię i nazwisko      | Rok urodzenia | Wzrost (w cm) | Pozycja      |
| -- | -------------------- | ------------- | ------------- | ------------ |
| 1  | Jarosław Macionczyk  | 1979          | 190           | rozgrywający |
| 2  | Bartosz Gawryszewski | 1985          | 202           | środkowy     |
| 3  | Adam Nowik           | 1975          | 206           | środkowy     |
| 4  | Maciej Pawliński     | 1983          | 193           | przyjmujący  |
| 5  | Wojciech Żaliński    | 1988          | 195           | przyjmujący  |
| 6  | Marcin Kocik         | 1979          | 196           | przyjmujący  |
| 7  | Přemysl Obdržálek    | 1977          | 194           | libero       |
| 8  | Jakub Bucki          | 1988          | 197           | środkowy     |
| 9  | Damian Słomka        | 1988          | 183           | libero       |
| 11 | Marco Liefke         | 1974          | 208           | atakujący    |
| 12 | Grzegorz Kokociński  | 1981          | 196           | środkowy     |
| 13 | Sebastian Pęcherz    | 1985          | 194           | przyjmujący  |
| 14 | Marcin Owczarski     | 1980          | 199           | rozgrywający |
| 17 | Piotr Lipiński       | 1979          | 195           | rozgrywający |

| Nr | Imię i nazwisko      | Rok urodzenia | Wzrost (w cm) | Pozycja      |
| -- | -------------------- | ------------- | ------------- | ------------ |
| 3  | Grzegorz Łomacz      | 1987          | 187           | rozgrywający |
| 4  | Wojciech Jurkiewicz  | 1977          | 205           | środkowy     |
| 5  | Igor Yudin           | 1987          | 198           | przyjmujący  |
| 6  | Dawid Murek          | 1977          | 196           | przyjmujący  |
| 7  | Paweł Rusek          | 1983          | 183           | libero       |
| 8  | Ewgeni Iwanow        | 1974          | 209           | środkowy     |
| 9  | Patryk Czarnowski    | 1985          | 202           | środkowy     |
| 10 | Robert Prygiel       | 1976          | 200           | atakujący    |
| 11 | Michał Kamiński      | 1987          | 208           | atakujący    |
| 12 | Nikołaj Iwanow       | 1972          | 192           | rozgrywajcy  |
| 17 | Rafael de Souza Lins | 1983          | 193           | przyjmujący  |
| 18 | Mateusz Gorzewski    | 1987          | 196           | przyjmujący  |

| Nr | Imię i nazwisko       | Rok urodzenia | Wzrost (w cm) | Pozycja      |
| -- | --------------------- | ------------- | ------------- | ------------ |
| 1  | Tomasz Kowalczyk      | 1976          | 198           | środkowy     |
| 2  | Michał Chaberek       | 1987          | 194           | przyjmujący  |
| 3  | Pavel Chudík          | 1974          | 190           | rozgrywający |
| 4  | Rafał Buszek          | 1987          | 195           | atakujący    |
| 5  | Jakub Radomski        | 1988          | 203           | przyjmujący  |
| 7  | Radosław Rybak        | 1973          | 195           | atakujący    |
| 8  | Radosław Szymczak     | 1982          | 186           | libero       |
| 9  | Przemysław Michalczyk | 1973          | 189           | przyjmujący  |
| 10 | Jakub Markiewicz      | 1972          | 206           | środkowy     |
| 11 | Anton Kulikowski      | 1982          | 198           | przyjmujący  |
| 13 | Janusz Gałązka        | 1987          | 199           | środkowy     |
| 14 | Marcin Malicki        | 1983          | 197           | środkowy     |
| 17 | Wiktor Położewicz     | 1980          | 195           | rozgrywający |
| 18 | Damian Wojtaszek      | 1988          | 180           | libero       |

| Nr | Imię i nazwisko      | Rok urodzenia | Wzrost (w cm) | Pozycja      |
| -- | -------------------- | ------------- | ------------- | ------------ |
| 1  | Sinan Cem Tanık      | 1980          | 200           | przyjmujący  |
| 2  | Wojciech Grzyb       | 1981          | 204           | środkowy     |
| 3  | Marcin Lubiejewski   | 1981          | 205           | atakujący    |
| 4  | Frank Dehne          | 1976          | 202           | rozgrywający |
| 5  | Paweł Zagumny        | 1977          | 200           | rozgrywający |
| 6  | Artur Jacyszyn       | 1988          | 194           | przyjmujący  |
| 7  | Paweł Kuciński       | 1973          | 193           | libero       |
| 8  | Björn Andrae         | 1981          | 200           | przyjmujący  |
| 9  | Marcin Kudłacik      | 1981          | 198           | środkowy     |
| 10 | Grzegorz Szymański   | 1978          | 202           | atakujący    |
| 11 | Michał Ruciak        | 1983          | 190           | przyjmujący  |
| 12 | Grzegorz Pietkiewicz | 1988          | 189           | rozgrywający |
| 13 | Łukasz Szablewski    | 1988          | 200           | rozgrywający |
| 14 | Paweł Siezieniewski  | 1981          | 199           | przyjmujący  |
| 15 | Richard Lambourne    | 1975          | 190           | libero       |
| 16 | Tomasz Stańczuk      | 1988          | 204           | środkowy     |
| 17 | Marcin Możdżonek     | 1985          | 211           | środkowy     |
| 18 | Marek Wawrzyniak     | 1987          | 195           | przyjmujący  |

| Nr | Imię i nazwisko    | Rok urodzenia | Wzrost (w cm) | Pozycja      |
| -- | ------------------ | ------------- | ------------- | ------------ |
| 1  | Maciej Dobrowolski | 1977          | 190           | rozgrywający |
| 2  | Mariusz Wlazły     | 1983          | 195           | atakujący    |
| 3  | Krzysztof Stelmach | 1967          | 199           | przyjmujący  |
| 4  | Piotr Gruszka      | 1977          | 206           | przyjmujący  |
| 5  | Janne Heikkinen    | 1976          | 204           | środkowy     |
| 6  | Mikołaj Sarnecki   | 1987          | 201           | przyjmujący  |
| 7  | Dominik Witczak    | 1983          | 198           | atakujący    |
| 8  | Alex Damiaony      | 1981          | 208           | atakujący    |
| 9  | Paweł Maciejewicz  | 1980          | 198           | przyjmujący  |
| 10 | Daniel Pliński     | 1978          | 205           | środkowy     |
| 11 | Stéphane Antiga    | 1976          | 200           | przyjmujący  |
| 13 | Robert Milczarek   | 1983          | 188           | libero       |
| 14 | Radosław Wnuk      | 1977          | 207           | środkowy     |
| 15 | Bartłomiej Neroj   | 1984          | 200           | rozgrywający |
| 16 | Dan Lewis          | 1977          | 194           | przyjmujący  |
| 18 | Michał Bąkiewicz   | 1981          | 197           | przyjmujący  |

| Nr | Imię i nazwisko      | Rok urodzenia | Wzrost (w cm) | Pozycja      |
| -- | -------------------- | ------------- | ------------- | ------------ |
| 1  | Marcin Grygiel       | 1978          | 198           | atakujący    |
| 2  | Michal Masný         | 1979          | 182           | rozgrywający |
| 3  | Krzysztof Niedziela  | 1978          | 194           | atakujący    |
| 4  | Wojciech Kaźmierczak | 1982          | 199           | środkowy     |
| 5  | Jakub Łomacz         | 1982          | 187           | przyjmujący  |
| 6  | Paweł Pietkiewicz    | 1986          | 190           | przyjmujący  |
| 8  | Mariusz Kuczko       | 1975          | 197           | środkowy     |
| 10 | Aleksandr Krajnow    | 1979          | 198           | przyjmujący  |
| 11 | Łukasz Jurkojć       | 1984          | 189           | rozgrywający |
| 12 | Geir Eithun          | 1979          | 199           | przyjmujący  |
| 13 | Grzegorz Kosok       | 1986          | 207           | środkowy     |
| 15 | Rafał Legień         | 1969          | 190           | przyjmujący  |
| 17 | Adrian Stańczak      | 1987          | 184           | libero       |

| Nr | Imię i nazwisko       | Rok urodzenia | Wzrost (w cm) | Pozycja      |
| -- | --------------------- | ------------- | ------------- | ------------ |
| 2  | Krzysztof Gierczyński | 1976          | 193           | przyjmujący  |
| 3  | Piotr Gacek           | 1978          | 185           | libero       |
| 4  | Piotr Nowakowski      | 1987          | 205           | środkowy     |
| 6  | Marcin Wika           | 1983          | 193           | przyjmujący  |
| 7  | Paweł Woicki          | 1983          | 183           | rozgrywający |
| 8  | Bartosz Janeczek      | 1987          | 198           | uniwersalny  |
| 10 | Wojciech Gradowski    | 1980          | 191           | przyjmujący  |
| 11 | Brook Billings        | 1980          | 196           | atakujący    |
| 13 | Andrzej Stelmach      | 1972          | 200           | rozgrywający |
| 14 | Andrzej Wrona         | 1988          | 205           | środkowy     |
| 15 | Phil Eatherton        | 1974          | 207           | środkowy     |
| 16 | Krzysztof Wierzbowski | 1988          | 197           | przyjmujący  |
| 18 | Robert Szczerbaniuk   | 1977          | 199           | środkowy     |

| Nr | Imię i nazwisko     | Rok urodzenia | Wzrost (w cm) | Pozycja      |
| -- | ------------------- | ------------- | ------------- | ------------ |
| 1  | Jakub Prochera      | 1988          | 196           | przyjmujący  |
| 3  | Eugen Bakumovski    | 1980          | 193           | przyjmujący  |
| 4  | Grzegorz Pilarz     | 1980          | 190           | rozgrywający |
| 5  | Grzegorz Wójtowicz  | 1989          | 191           | przyjmujący  |
| 6  | Damian Domonik      | 1985          | 205           | środkowy     |
| 7  | Jakub Novotný       | 1979          | 196           | atakujący    |
| 8  | Jakub Jarosz        | 1987          | 196           | przyjmujący  |
| 9  | Adrian Patucha      | 1983          | 193           | atakujący    |
| 10 | Konrad Małecki      | 1979          | 200           | przyjmujący  |
| 11 | Sławomir Szczygieł  | 1978          | 202           | środkowy     |
| 12 | Bartosz Kurek       | 1988          | 205           | przyjmujący  |
| 13 | Marcin Mierzejewski | 1982          | 182           | libero       |
| 15 | Marcin Nowak        | 1975          | 215           | środkowy     |
| 16 | Łukasz Żygadło      | 1979          | 201           | rozgrywający |